# Canal de Mafia
Pour les articles homonymes, voir Mafia (homonymie).
Le canal de Mafia est un détroit situé dans l'océan Indien et séparant l'île de Mafia et les petites îles environnantes du continent africain et plus particulièrement de la Tanzanie.
À hauteur du détroit, sur le continent, se trouve le delta du Rufiji.